# 16 Gwardyjska Dywizja Pancerna
16 Gwardyjska Humańska Dywizja Pancerna – związek taktyczny Armii Radzieckiej przejęty przez  Siły Zbrojne Federacji Rosyjskiej.
W końcowym okresie istnienia Związku Socjalistycznych Republik Radzieckich dywizja stacjonowała na terenie Niemieckiej Republiki Demokratycznej. W tym czasie wchodziła w skład 2 Gwardyjskiej Armii Pancernej. Dyslokowana do Rosji i przeformowana w 5967 BSU. Stacjonowała na terenie Północnokaukaskiego OW w Czajkowskim.

## Struktura organizacyjna
Skład w 1990:
- dowództwo i sztab – Neusterlitz
- 47 Gwardyjski Humańsko-Pomorski pułk czołgów;
- 65 Gwardyjski Sewicko-Pomorski pułk czołgów;
- 60 pułk zmotoryzowany;
- 723 Gwardyjski pułk zmotoryzowany;
- 724 Gwardyjski pułk artylerii samobieżnej;
- 66 Gwardyjski pułk rakiet przeciwlotniczych;
- 17 batalion rozpoznawczy;
- 185 batalion łączności;
- 135 batalion inżynieryjno-saperski;
- 541 batalion obrony przeciwchemicznej;
- 1075 batalion zaopatrzenia;
- 59 batalion remontowy;
- 192 batalion medyczny.